# Anteos maerula
Espèce
Anteos maerula  est un  insecte lépidoptère de la famille des Pieridae de la sous-famille des Coliadinae et du genre Anteos.

## Dénomination
Anteos maerula a été décrit par Fabricius en 1775 sous le nom de Papilio maerula.

### Nom vernaculaire
Eurema maerula se nomme Papillon de soufre en français et Angled Sulphur ou Yellow Angled Sulphur anglais.

## Description
Eurema maerula est un papillon assez grand avec une envergure variant de 82 mm à 110 mm à l'apex des ailes antérieures pointu au dessus jaune clair  avec un point discal marron aux antérieures et rose aux postérieures et au revers jaune plus clair aux points discaux roses.

## Biologie
C'est un migrateur occasionnel vers le nord aux USA.

### Période de vol
L'imago vole toute l'année dans les régions tropicales et en deux générations dans la partie nord de son territoire.

### Plantes-hôtes
Les plantes hôte de sa chenille sont des Senna et Cassia emarginata.

## Écologie et distribution
Eurema maerula est présent dans le sud des USA, au Mexique, au Costa Rica, en Colombie à Cuba et dans les grandes Antilles dont à la Guadeloupe,. Il est occasionnellement migrateur plus au nord en Floride et au Nebraska.

### Protection
Pas de statut de protection particulier.

## Philatélie
Il a fait l'objet de l'émission d'un timbre de la poste cubaine en 1993 et figure sur une planche dédiée aux papillons des Bahamas,.